# Szidonia Vajda
Szidónia Vajda sau Szidónia Lázárné-Vajda (n. 20 ianuarie 1979, Odorheiu Secuiesc, Harghita, România) este o jucătoare de șah româno-maghiară.
Conform Federației Internaționale de Șah (FIDE), la 1 februarie 2025, coeficientul ELO standard al Szidóniei Vajda este de 2288, cu un rating rapid inactiv de 2195 și un rating blitz inactiv de 2335.

## Biografie
Maestru internațional (titlu mixt) din 2003, ea a câștigat campionatul european sub 16 ani în 1995 și campionatul Ungariei la șah în 2004 și 2015.
Ea este sora marelui maestru internațional român Levente Vajda.
Szidónia Vajda a obținut titlul de FIDE Trainer în 2024, valabil până în 2025.

### Competiții pe echipe
Szidónia Vajda a reprezentat România la Campionatul European de Șah pe Națiuni din 1999, câștigând medalia de bronz pe echipe. Cu Ungaria, ea a obținut medalia de argint pe echipe și medalia de bronz individual la masa a doua în cadrul Campionatului European pe echipe din 2003.
Ea a participat la Olimpiadele de șah din 2002 până în 2010 cu echipa României, câștigând medalia de aur individuală la masa a doua în cadrul Olimpiadei de șah din 2004.